# Ian Hunter (tecnico effetti speciali)
Ian Hunter (...) è un effettista statunitense.
Figlio di artisti, è cresciuto a Los Angeles, dove ha iniziato la carriera nel campo degli effetti speciali come modellista per il film The Abyss. Successivamente ha lavorato per la Boss Film Studios e per il supervisore agli effetti visivi Park Stetson . Nel 1995, insieme a Matthew Gratzner, Shannon Blake Gans fonda la New Deal Studios, società specializzata nella produzione di effetti visivi. Ha vinto 2 premi Oscar, uno nel 2015 per il film Interstellar e uno nel 2019 per First Man - Il primo uomo, entrambi nella categoria Oscar ai migliori effetti speciali.